# Man on the Moon (ópera)
Man on the Moon (título original en inglés; en español, El hombre en la Luna) es una ópera para televisión en un acto con música de Jonathan Dove y libreto de Nicholas Wright. Relata la historia del alunizaje del Apolo 11 el 20 de julio de 1969 y los posteriores problemas experimentados por Buzz Aldrin, el segundo hombre que caminó sobre la superficie lunar. La ópera, de alrededor de 50 minutos de duración, fue un encargo del Channel 4 y se estrenó el 26 de diciembre de 2006.  El director fue Rupert Edwards.  En 2007, obtuvo el Premio Especial de Ópera en el Festival Rose d'Or 2007 de Lucerna, Suiza.

## Personajes
| Personaje        | Tesitura | Reparto del estreno, 26 de diciembre de 2006 (Director: Rupert Edwards) |
| ---------------- | -------- | ----------------------------------------------------------------------- |
| Aldrin           | barítono | Nathan Gunn                                                             |
| Joan, su esposa  | soprano  | Patricia Racette                                                        |
| Michael, su hijo | actor    | Gregg Sulkin                                                            |

## Sinopsis
La ópera narra los preparativos para la misión del Apolo XI, su viaje y el aterrizaje. Pero también detalla la ruptura del matrimonio de Aldrin y la fugacidad de la fama.